# Jerko Tipurić
Jerko Tipurić (Konjic, 14 juni 1960) is een Bosnisch-Kroatisch voetbaltrainer en voormalige voetballer met de Belgische nationaliteit. Hij voetbalde op de verdedigerspositie bij onder meer Dinamo Zagreb, Hajduk Split, Cercle Brugge en Beerschot. Tipurić werd hoofdtrainer van onder meer Cercle Brugge, SV Waregem en Antwerp FC.

## Spelerscarrière
Jerko Tipurić begon zijn carrière in zijn geboortestad Konjic bij NK Igman Konjic in Herzegovina. In 1980 verhuisde hij naar eersteklasser Dinamo Zagreb, waar hij drie seizoenen speelde. Na twee seizoenen bij NK Čelik Zenica ging hij naar HNK Hajduk Split, waar hij vier seizoenen doorbracht. In 1987 won hij met Hajduk de Beker van Joegoslavië.
In 1989 werd hij getransfereerd naar het Belgische Cercle Brugge. Hij maakte zijn debuut bij Cercle op 16 augustus 1989, thuis tegen FC Luik, en werd een vaste waarde centraal in de verdediging. Hij speelde zijn laatste wedstrijd voor Cercle op 24 mei 1992 tegen Club Brugge (5-5). Aan het eind van dat seizoen verhuisde hij naar Beerschot, waar hij in 1994 zijn spelerscarrière beëindigde.

## Trainerscarrière
Bij het begin van het seizoen 1994/95 werd Tipurić aangesteld als hoofdtrainer bij Cercle Brugge. In het volgende seizoen, 1995/96, leidde hij Cercle naar de bekerfinale. De vereniging verloor met 2-1 tegen Club Brugge, maar plaatste zich toch voor de Europabeker voor Bekerwinnaars. Voor de rest verliep dat seizoen rampzalig voor Cercle en Tipurić. Cercle werd Europees al in de eerste ronde uitgeschakeld en in de Belgische competitie bengelde het op de allerlaatste plaats. Eind november 1996 werd Tipurić ontslagen, maar Cercle kon zich onder opvolger Rudi Verkempinck toch niet redden en degradeerde alsnog naar Tweede Klasse.
In de loop van het seizoen 1996/97 verving Tipurić de ontslagen André Van Maldeghem bij tweedeklasser SV Waregem. Hij begon er ook het volgende seizoen, maar volmaakte dat niet door voortijdig ontslag. Tipurić startte het seizoen 1999/00 als hoofdtrainer bij SV Roeselare. In oktober 1999 werd hij ontslagen, maar bleef bij de West-Vlaamse club aan de slag als jeugdcoördinator.
In juni 2001 werd Tipurić veldtrainer bij tweedeklasser KRC Zuid-West-Vlaanderen en rechterhand van hoofdtrainer Enver Ališić. Wanneer Ališić ontslagen werd, mocht Tipurić als hoofdtrainer het seizoen volmaken. De club ging na dat seizoen in vereffening en werd van de bondslijsten geschrapt.
In juni 2002 keerde Tipurić terug als hoofdtrainer bij Cercle Brugge. De vereniging pakte onder zijn leiding de titel in Tweede Klasse en promoveerde naar Eerste Klasse. Tipurić slaagde er het volgende seizoen in Cercle in Eerste Klasse te houden, maar op het einde van dat seizoen kreeg hij te horen dat zijn contract niet verlengd zou worden. Het daaropvolgende seizoen (2004/05) werd Tipurić aangesteld als hoofdtrainer bij tweedeklasser Antwerp FC. Hij werd ontslagen op 30 januari 2005 na vier nederlagen in de laatste vijf wedstrijden.
In het seizoen 2006/07 werd Tipurić vast panellid bij het televisieprogramma Studio 1 op zondagavond.
Tipurić werd in september 2006 aangesteld als hoofdtrainer bij eersteprovincialer SC Blankenberge, waar hij één seizoen bleef. Het volgende seizoen werd hij trainer bij BS Poperinge. Met die ploeg pakte hij de titel in Eerste Provinciale, en loodste zo de club voor het eerst naar de nationale reeksen.
Tipurić ging in oktober 2014 aan de slag als assistent-trainer bij Cercle Brugge onder hoofdtrainer Arnar Viðarsson. De in Bosnië en Herzegovina geboren Kroaat tekende tot en met einde van het seizoen. Terwijl bleef hij ook hoofdtrainer van SC Blankenberge, dat hij sinds 2012 terug onder zijn hoede had. Deze keer bleef Tipurić zes seizoenen bij de kustploeg, die hij naar Eerste Provinciale wist te loodsen. Vervolgens was hij gedurende enkele maanden hoofdtrainer bij KSV Diksmuide in het seizoen 2018/19, alsook bij de damesploeg van KSV Bredene, actief in tweede nationale, in het seizoen 2021/22.

## Opmerkelijke citaten
- "Een voetbalploeg is als een ei, je moet weten hoe het vast te houden, anders breekt of valt het."
- "Voetbal is als in een donkere kamer zitten, het komt erop aan de deur of het licht te vinden."
- "Voetbal wordt niet op papier gespeeld."[15]

## Trivia
- Tipurić is scheidsrechter bij West-Vlaamse jeugdwedstrijden.

- Hij bezit sinds juni 1998 de Belgische nationaliteit.

- In 2024 kwam hij nogmaals in het nieuws. Tipurić, inmiddels buschauffeur, viel met pech stil op een overweg. Een aanstormende trein ramde zijn bus van De Lijn. Niemand raakte gewond.[16]